# Eligma bettiana
Eligma bettiana is een vlinder uit de familie visstaartjes (Nolidae). De wetenschappelijke naam van deze soort is voor het eerst geldig gepubliceerd in 1923 door A.E. Prout.
De soort komt voor in tropisch Afrika.